# Die schöne Frau Imperia
Die schöne Frau Imperia ist ein Gemälde des deutschen Malers Lovis Corinth aus dem Jahr 1925. Es handelt sich entsprechend um eines der letzten Gemälde des Künstlers, der am 17. Juli 1925 verstarb. Dargestellt ist eine Szene aus der Erzählung Die schöne Imperia (frz. La belle Impéria)  aus den Tolldreisten Geschichten des französischen Schriftstellers Honoré de Balzac.
Das Bild mit den Maßen 75 × 48 cm befand sich seit dem Tod Corinths im Besitz seiner Tochter Wilhelmine Corinth in New York City.

## Bildbeschreibung
Im Zentrum des hochformatigen Bildes, leicht neben der Bildmitte, steht die unbekleidete Frau Imperia. Sie ist mit Ausnahme des linken Fußes vollständig in Frontalansicht dargestellt, das rechte Bein ist leicht angewinkelt und lässt am Fuß einen roten Schuh erkennen. Der rechte Arm ist leicht vom Körper abgestreckt und durch einen Armreif am Handgelenk und einen weiteren am Oberarm geschmückt. Der ebenfalls mit einem Reif versehene linke Arm ist angewinkelt und einer am Bildrand stehenden dunklen Figur entgegengestreckt. Die Augen von Imperia sind auf diese Figur gerichtet, ihr Mund ist leicht geöffnet.
Die Figur am rechten Bildrand schaut direkt auf die nackte Frau. Sie trägt eine dunkle Robe und eine violette Schärpe, wie sie von Geistlichen getragen werden. Hinter der Frau Imperia sind mehrere weitere, nur undeutlich dargestellte Frauen erkennbar, die lange Kleider und Schmuck tragen. Der Raum selbst ist nicht zu erkennen, den Hintergrund bilden rote Farbbereiche, in denen mit gelber Farbe Lichter angedeutet sind.

## Hintergrund
Die Erzählung Die schöne Imperia (frz. La belle Impéria, Honoré de Balzac) stammt aus der Sammlung der Tolldreisten Geschichten (französischer Originaltitel Les contes drolatiques), die in den Jahren 1832, 1833 und 1837 veröffentlicht wurden. Lovis Corinth, der bereits eine aus elf Lithografien bestehende Sammlung zum Werk Les contes drolatiques schuf, widmete ihr 1925 dieses Gemälde.

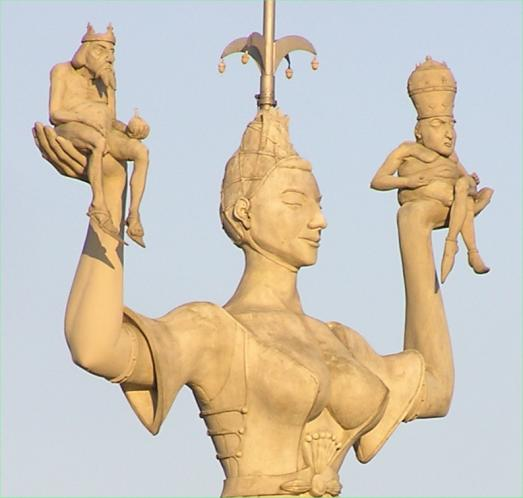
Peter Lenk: Imperia-Statue in Konstanz, 1993 aufgestellt

Die Geschichte handelt von einem jungen Geistlichen namens Philippus von Mala, der als Lehrling des Erzbischofs von Bordeaux wirkte und diesen zum Konzil von Konstanz (1414–1418) begleitete. Obwohl er geschworen hatte, sich als frommer Pfarrer zu benehmen, „sah er bald, daß männiglich Besucher selbigen gottgelahrten Konziles ein gar lockeres Leben führten und dabei obendrein mehr Ablässe, Goldgulden und Pfründen einheimsten als fromme Tugendbolde.“ Er entschloss sich dazu, sich ebenfalls so zu verhalten, traute sich jedoch nicht, die Buhlerinnen anzusprechen. Nachdem ihm gesagt worden war, dass die Damen für Geld zu haben seien, „drang er denn eines abends tollkühn wie ein brünstiger Hirsch in das schönste Haus der Stadt, davor er schon so manche Haushofmeister, Offiziere oder Pagen ihrer Herren beim Fackelscheine harren gesehen hatte“ und wurde auch eingelassen, da der Wächter ihn für einen Dienstboten hielt. So kam er in das Zimmer der Frau Imperia, der Herrin des Hauses, die sich „von flinken Zofen umringt ihrer Gewänder entledigte. Verdutzt wie ein erwischter Dieb blieb er stehen. Schon war die Huldin ohne Rock und Mieder und bald stand sie hüllenlos in prunkender, anmutsvoller Nacktheit da, also daß dem beglückten Pfäfflein ein liebeheißes ‚Aah!‘ entfuhr.“
Corinth stellt in seinem Gemälde die Szene dar, in der Imperia den Pfarrer anspricht und feststellt, dass er sehr schöne Augen hat. Die nackte Imperia steht, umringt von ihren Zofen, dem Pfarrer gegenüber, während dieser auf ihren Leib starrt. Im weiteren Verlauf verliebt sich die Imperia in den jungen Pfarrer und lädt ihn für den folgenden Tag zu sich ein, an dem es dann zu Verwicklungen mit hochrangigen geistlichen Freiern kommt.

## Einordnung in das Werk Corinths
Lovis Corinth beschäftigte sich bereits im Jahr 1913 mit den Tolldreisten Geschichten Balzacs und schuf eine Serie von 11 Lithografien zu dieser Sammlung von Erzählungen. Die Frau Imperia wurde in dieser Serie nicht behandelt.
Die schöne Frau Imperia stellte Corinth als letztes Gemälde vor seiner Reise nach Amsterdam fertig, wo er an einer Lungenentzündung erkrankte, an der er schließlich in Zandvoort in den Niederlanden verstarb. Nach Angaben seiner Frau beschäftigt Corinth dieses Bild noch auf dem Krankenlager in Amsterdam, und er empfahl seiner Familie, es zu hüten. Er sagte ihr: „Es ist ein gutes Bild.“